# کولهاربور (داکوتای شمالی)
کولهاربور(به انگلیسی: Coleharbor) شهری در ایالت داکوتای شمالی کشور ایالات متحده آمریکا است که جمعیت آن در سرشماری سال ۲۰۱۰ میلادی، ۷۹ نفر بوده‌است.